# 郭占君
郭占君，中华人民共和国政治人物、全国脱贫攻坚先进个人。

## 生平
郭占君任大同市云冈区口泉乡杨家窑村党总支书记、村委会主任。因在脱贫攻坚战中作出突出贡献，2021年2月25日全国脱贫攻坚总结表彰大会上，郭占君被授予“全国脱贫攻坚先进个人”。